# Madonna di San Giorgio
La Madonna di San Giorgio è un dipinto a olio su tavola (285x190 cm) del Correggio, databile al 1530 circa e conservato nella Gemäldegalerie di Dresda.

## Storia
La pala, probabilmente l'ultima realizzata dal Correggio, venne commissionata per l'altare maggiore dell'oratorio della confraternita di San Pietro Martire di Modena ed era completata nel 1530. La commissione venne sicuramente assegnata alla luce del successo ottenuto intorno alla metà degli anni venti dall'altra imponente ancona che l'artista dipinse a Modena, la Madonna di San Sebastiano. Nella storia professionale dell'autore è considerata la sua ultima opera religiosa, terminata in concomitanza con le finali presenze del Correggio sui ponteggi del Duomo di Parma.
La tavola, ricordata anche da Giorgio Vasari, nel 1649 venne acquisita dal duca Francesco I d'Este che risarcì i congregati con una libera copia del dipinto fatta realizzare dal Guercino. Nel 1746 venne ceduta, insieme a numerosi altri pregevolissimi dipinti, da Francesco III d'Este all'elettore Federico Augusto II, passando alle raccolte d'arte della casa di Sassonia a Dresda.
Per quanto calibrata e limpidamente esposta la retorica di gesti e di sguardi, la Madonna di San Giorgio non fu facilmente compresa. Lo attesta, all'indomani del suo completamento, una copia eseguita nel 1530 da un pittore modenese, Girolamo Conti, in cui la splendida invenzione del Correggio diviene una statica e convenzionale Sacra conversazione. Né riuscì a coglierne il sofisticato impianto emotivo-spaziale, il pittore Bartolomeo Passerotti che pure volle renderle omaggio in un suo dipinto per Bologna.
Fu invece uno degli artisti barocchi per eccellenza, Peter Paul Rubens, a comprendere e valorizzare le potenzialità offerte da questo modello del Correggio da lui studiato in un disegno a matita rossa. La tela fu oggetto di lodi anche da parte di Padre Ottonelli e di Francesco Scannelli nel pieno Seicento quando era stata da poco nelle collezioni di Francesco I d'Este.
Popham ha catalogato due disegni preparatori per l'opera.

## Descrizione e stile
Il pittore svolse il tema tradizionale della Sacra conversazione: la Vergine seduta al centro del dipinto con il Bambino in braccio e i santi Geminiano, patrono di Modena (rappresentato con i paramenti vescovili, nell'atto di sorreggere il modello della sua città aiutato da un putto), Pietro da Verona, titolare della congrega (con l'abito bianco e il manto nero dell'Ordine domenicano e la lama appena visibile in testa), Giovanni Battista e Giorgio, con la testa del drago sotto il piede sinistro, più altri putti giocosi intenti a reggere le armi di quest'ultimo. La scena sacra è inserita all'interno di un padiglione quadrato coperto da una cupola vegetale, memore della Madonna della Vittoria di Mantegna.
L'ostentata teatralità della Madonna di San Sebastiano trova qui una più serena e compiuta espressione, con un tono quasi solenne e classicheggiante che era estraneo alla precedente ricerca del pittore e che si ritrova invece in opere tarde come l’Allegoria del Vizio.
Anche la Madonna di San Giorgio è comunque sostenuta da quell'attenta retorica di gesti e sguardi, sapientemente intrecciati fra loro, di cui il Correggio era ormai divenuto un maestro indiscusso.
La Vergine e il Bambino, fulcro centrale della composizione, rivolgono la loro attenzione in direzioni opposte e ciò obbliga lo sguardo dell'osservatore a muoversi e ad accogliere diversi punti di vista dentro al dipinto.
Insieme alla monumentalità, alla vivezza ed alla rinnovata gamma di colori tenui e smaglianti, il Correggio non abbandonò qui il suo amore per i vegetali (il bellissimo albero, le frutta), per i dettagli più raffinati, per le proprietà fisiche e luministiche dei materiali, preziosi o comuni. Tra questi spiccano il gemmato di san Geminiano, ossia il fermaglio del piviale; la peluria leggera delle barbe dei due santi di destra; i riflessi dell'armatura di san Giorgio, i suoi pendoni puntuti, i suoi calzari artigliati, l'impugnatura e la catena d'oro della sua spada in mano al bimbo; la ruvidità del vello caprino che tocca l'epidermide del san Giovanni; i capelli armoniosi di Maria e di Gesù; la fitta esecuzione del mantello azzurro della Vergine; l'impressionante testa insanguinata del drago.